# Дебальцеве
Деба́льцеве (раніше — Дебальцьове) — місто у Горлівському районі Донецької області. Адміністративний центр Дебальцівської міської громади.
Контролюється російськими терористичними збройними формуваннями «ДНР» з 19 лютого 2015 року та входить до переліку населених пунктів, на території яких органи державної влади тимчасово не здійснюють свої повноваження.

## Історія

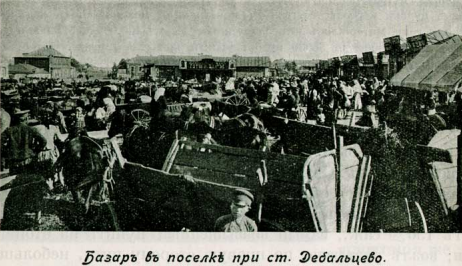

### Період Російської імперії
На карті в 1840 позначене село Іллїнка, що поділялося на дві частини: південна — Іллінка, північна — Дебальцевка.
Назва пов'язана зі статським радником Іллею Дебольцовим з Вороніжа, якому царський уряд віддав Іллінку за участь у придушенні повстання декабристів. Згодом село отримало другу, неофіційну назву — Дебольцівка. Саме так її було підписано на картах XIX століття. Коли 1 грудня 1878 року відкрилося регулярне сполучення між станціями Донецької кам'яновугільної дороги (Катерининської залізниці), її будівельники назвали нову станцію, розташовану на північних околицях маєтка Дебольцова, Дебальцеве. А поруч з нею виникло однойменне селище, що поклало початок сучасному місту.
У 1896 неподалік від станції зведений механічний завод. Це підприємство виготовляло металеві мости, естакади, поворотні кола, залізні крокви, резервуари й інші вироби, так необхідні будівельникам залізниць. Поруч із заводом утворене робітниче селище.
У 1897 населення перевищило 2 000 осіб. В роки промислового підйому чисельність населення швидко збільшувалася, тому що розгорнулася масштабна реконструкція Дебальцевського залізничного вузла. Була побудована нова сортувальна станція з західним і східним напрямками, що формувала більш 500 000 вагонів на рік.
У 1905 спалахнуло Дебальцевське збройне повстання під керівництвом більшовиків, яке було придушене царськими військами.
Для ремонту і промивання паровозів у 1905—1908 побудовані два депо — Схід і Захід. Розширилися вагонні майстерні.
У 1911 населення Дебальцевого склало 20 000 осіб. У селищі не було водопроводу, брукованих вулиць. Працювали дві невеликі лікарні, амбулаторія, церковноприходська, земська і залізнична школи.
Збільшилися виробничі потужності механічного заводу, що став у 1925 машинобудівним. Крім залізничних мостів тут розпочали робити шлаковози, чугуновози, гідропреси.

### Українська Народна Республіка і Українська Держава гетьмана Павла Скоропадського
28 квітня 1918 в результаті бою з більшовиками Богданівський полк армії УНР на чолі з полковником Володимиром Сікевичем звільнив станцію Дебальцеве. У противника було відбито понад 1 000 вагонів з вугіллям, 16 паровозів, 1 гармата та 1 кулемет. Звільнення територій Донецького вугільного басейну дало можливість вивозити вугілля в інші міста України на підприємства, що потребували даного палива.

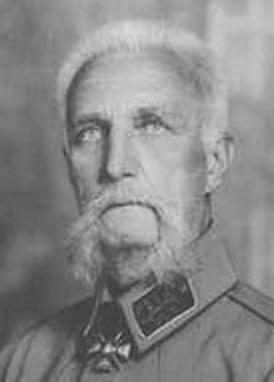
Генерал Володимир Сікевич, визволитель Дебальцевого від російсько-більшовицької окупації у 1918

Після визволення станції Дебальцеве український полк рушив до станції Колпакове (нині — селище при станції Антрацитівського району, Луганської області), яка тоді знаходилася на адміністративній межі Катеринославської губернії та Області Війська Донського.
Впродовж квітня-листопада 1918 станція Дебальцеве входила до складу Української Держави гетьмана Павла Скоропадського. Після початку антигетьманського повстання Директорії УНР станція Дебальцеве окупована донськими козаками.

### Радянська окупація
У 1921 отримав статус міста Бахмутського повіту (пізніше — Єнакієвського повіту). У 1921 населення міста склало 9 595 осіб. Серед трудящих 65,9 % було зайнято на транспорті (залізнична станція і майстерні), 2,8 % — робочі, 15,7 % — службовці.
У 1925 відбулася реконструкція механічного заводу (Дебальцівський машинобудівний завод), в асортименті якого з'явилося доменне і прокатне устаткування.
У 1938 селище отримало статус міста. До 1939 населення виросло до 33 000 осіб, з'явилися водопровід, електрика, був збудований Палац культури залізничників на 1 200 місць, стадіон, відкрилася філія Харківського залізничного інституту.
У роки перших п'ятирічок залізничний вузол і машинобудівний завод реконструювали. Завод став випускати сталерозливні ковші, шлаковози, чавуновози, закриви доменних печей.
У 1970-х побудовані нові багатоповерхові мікрорайони «Черемхи» (на північному сході міста), імені 50-річчя Перемоги і Східний (на сході).

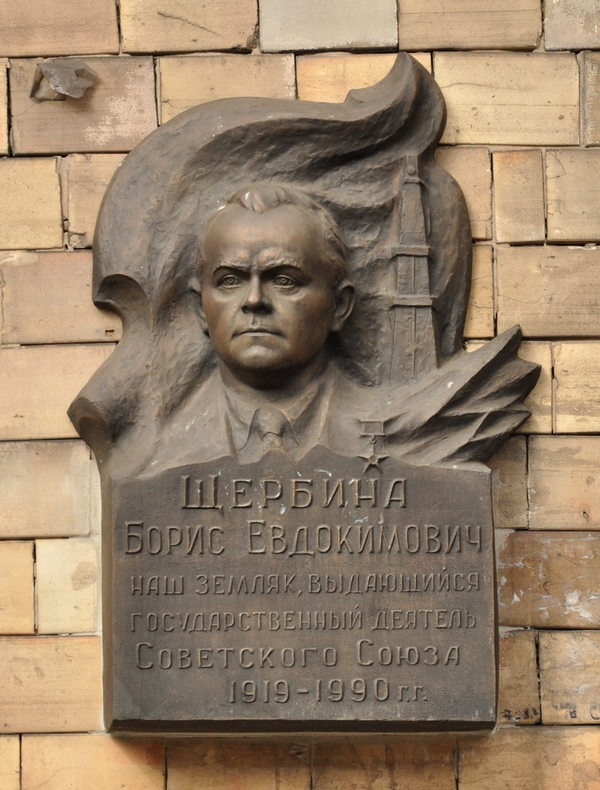
Меморіальна дошка Щербині Борису Євдокимовичу — радянському державному та партійному діячу

### Війна на сході України
У березні-квітні 2014 в Дебальцевому проводилися мітинги, де місцеві мешканці висували низку вимог, серед яких питання про федералізацію, проведення місцевого референдуму, статус російської мови, роззброєння всіх незаконних формувань на території України та інші.
13 квітня 2014 на будівлі місцевого виконкому було піднято прапор Донецької народної республіки, а на дорогах поблизу міста встановлено блокпости. Того ж дня відбулася позачергова сесія міської ради, де розглядалося питання про суспільно-політичну ситуацію в області. За результатами сесії всі присутні депутати підтримали створення місцевих громадських формувань або Дебальцевських народних дружин, які мали на меті займатися охороною громадського порядку для захисту міста від радикально налаштованих громадян, також місцевою владою було вирішено залучити до цього співробітників правоохоронних органів. 5 травня депутати міської ради від Партії регіонів та КПУ підтримали проведення референдуму, який провели у Дебальцевому 11 травня.
З 24 липня в місті та на його околицях розпочалися активні бойові дії, внаслідок яких руйнувань зазнали житлові будинки та центральний ринок. 29 липня збройні сили України звільнили місто від незаконних збройних формувань, котрі контролювали Дебальцеве з квітня 2014 року. Починаючи з серпня місто неодноразово зазнавало атак з боку терористів, а також руйнувань від обстрілів з установок БМ-21 «Град», артилерії тощо.
У січні-лютому 2015 після відносного затишшя поновилися бої за Дебальцеве й околиці. Внаслідок активізації обстрілів та відсутності систем життєзабезпечення інфраструктури міста з Дебальцевого розпочалася евакуація місцевих мешканців, які до цього переховувалися в підвалах та бомбосховищах. 17 лютого бойові зіткнення проходили безпосередньо в самому місті, так бойовиками було захоплено частину залізничного вокзалу. 18 лютого українські війська почали залишати місто. Того ж дня командування ДНР заявило про взяття Дебальцевого під свій повний контроль.

## Географія
Відстань до Донецька: автодорогами — 74 км. Відстань до Києва: автодорогами — 803 км, залізницею — 797 км.
По східній околиці міста проходить межа між Донецькою і Луганською областями.
Місто лежить на пагорбі, з якого беруть початок кілька річок Донбасу. Поблизу південних околиць міста витікає річка Булавинка (притока Кринки, басейн Міусу). Біля північно-східних околиць — витік річки Лозова (притока Лугані, басейн Сіверського Дінця). На північ — витік Санжарівки (притока Лугані). На північний захід — витік річки Скелева (притока Лугані). На західній околиці — витік Карапульки (притока Лугані).

### Сусідні населені пункти
- Північ: Санжарівка (нижче за течією Санжарівки), Новогригорівка.
- Північний Захід: Нижнє Лозове (нижче за течією Скелевої), Логвинове.
- Північний Схід: Вергулівка, Комісарівка (нижче за течією Лозової), Боржиківка — Луганська область.
- Захід: Комуна, Калинівка (нижче за течією Карапульки).
- Схід: Чорнухине, Круглик, Депрерадівка — Луганська область.
- Південний захід: Булавине, Савелівка, Грозне.
- Південний схід: Рідкодуб (Бахмутського району), Рідкодуб (Шахтарського району).
- Південь: Іллінка (нижче за течією Булавинки).

### Клімат
Місто знаходиться у степовій зоні континентального клімату, котра характеризується прохолодним літом. Найтепліший місяць — липень з середньою температурою 21.1 °C (70 °F). Найхолодніший місяць — січень, з середньою температурою -6.6 °С (20.1 °F).
| Клімат Дебальцевого     | Клімат Дебальцевого | Клімат Дебальцевого | Клімат Дебальцевого | Клімат Дебальцевого | Клімат Дебальцевого | Клімат Дебальцевого | Клімат Дебальцевого | Клімат Дебальцевого | Клімат Дебальцевого | Клімат Дебальцевого | Клімат Дебальцевого | Клімат Дебальцевого | Клімат Дебальцевого |
| Показник                | Січ.                | Лют.                | Бер.                | Квіт.               | Трав.               | Черв.               | Лип.                | Серп.               | Вер.                | Жовт.               | Лист.               | Груд.               | Рік                 |
| Абсолютний максимум, °C | 9,7                 | 15,4                | 20,5                | 28,8                | 33,6                | 36                  | 39,4                | 37,3                | 32,8                | 31                  | 19,9                | 13                  | 39,4                |
| Середній максимум, °C   | −3,7                | −3                  | 2,5                 | 13,3                | 20,4                | 24,2                | 26,6                | 25,6                | 19,9                | 11,3                | 3,7                 | −1,6                | 11,6                |
| Середня температура, °C | −6,6                | −6                  | −1,1                | 8,2                 | 14,9                | 18,8                | 21,1                | 20                  | 14,3                | 6,9                 | 0,7                 | −4,1                | 7,2                 |
| Середній мінімум, °C    | −9,3                | −9                  | −4,2                | 3,9                 | 9,8                 | 13,8                | 15,9                | 14,8                | 9,7                 | 3,4                 | −1,8                | −6,6                | 3,4                 |
| Абсолютний мінімум, °C  | −34,9               | −30,9               | −26,5               | −11,1               | −3,8                | 1,8                 | 6,8                 | 2,1                 | −4,8                | −12                 | −24,8               | −31,2               | −34,9               |
| Норма опадів, мм        | 49                  | 41.7                | 37.2                | 41.2                | 47                  | 61.5                | 58.2                | 41                  | 37.9                | 38.9                | 45.5                | 56                  | 555                 |
| ----------------------- | ------------------- | ------------------- | ------------------- | ------------------- | ------------------- | ------------------- | ------------------- | ------------------- | ------------------- | ------------------- | ------------------- | ------------------- | ------------------- |
| Джерело: Weatherbase    |                     |                     |                     |                     |                     |                     |                     |                     |                     |                     |                     |                     |                     |

## Населення
У 1959 р. тут мешкало 33,8 тис. осіб, у 1979 р. — 54 тис. осіб, а у 1989 р. — 35,5 тис. осіб. На початку XXI ст. — 30,246 тис. жителів (2001) з територіями, підлеглими міськраді 52,214 тис. жителів.
Історична динаміка чисельності населення міста
| рік  | населення |
| ---- | --------- |
| 1923 | 9 586     |
| 1926 | 13 100    |
| 1939 | 34 202    |
| 1959 | 33 847    |
| 1970 | 35 366    |
| 1979 | 33 871    |
| 1989 | 35 511    |
| 2001 | 30 246    |
| 2014 | 25 525    |

За даними перепису 2001 року населення міста становило 30806 осіб, із них 16,89 % зазначили українську мову рідною, 81,52 % — російську, 0,33 % — циганську, 0,06 % — білоруську, 0,02 % — вірменську та румунську, 0,01 % — грецьку, а також болгарську та польську мови.

### Національний склад
Національний склад населення за даними перепису 2001 року:
| Національність  | Відсоток |
| --------------- | -------- |
| українці        | 64,45%   |
| росіяни         | 32,57%   |
| білоруси        | 0,75%    |
| греки           | 0,17%    |
| вірмени         | 0,15%    |
| молдовани       | 0,15%    |
| татари          | 0,12%    |
| азербайджанці   | 0,10%    |
| інші/не вказали | 1,54%    |

### Мовний склад
Розподіл населення за рідною мовою за даними перепису 2001 року:
| Мова            | Кількість | Відсоток |
| --------------- | --------- | -------- |
| російська       | 25112     | 81.52%   |
| українська      | 5202      | 16.89%   |
| циганська       | 101       | 0.33%    |
| білоруська      | 20        | 0.06%    |
| вірменська      | 7         | 0.02%    |
| румунська       | 7         | 0.02%    |
| грецька         | 3         | 0.01%    |
| інші/не вказали | 354       | 1.15%    |
| Усього          | 30806     | 100%     |

## Економіка
У 1895 р. засновано Дебальцівський механічний завод.

### Сучасний стан
Залізничний вузол. Машинобудування (Дебальцівський завод з ремонту металургійного устаткування, Дебальцівський завод залізобетонних конструкцій, Дебальцівський завод будівельних матеріалів. Фабрика з виготовлення паливнороздаточних колонок, хлібозавод). Вуглегірська ТЕС і Миронівська ТЕС. Дебальцівська дирекція залізничних перевезень (вул. Леніна).
Обсяг промислового виробництва — 660 млн гривень (на 1 жителя — 13 028 грн.). Індекс промислової продукції — 30,1 % у 2003 році до 1990 року. Викиди шкідливих речовин в 2003 році в повітря від джерел забруднення міста — 117,8 тис. тонн.

## Транспорт
Із Дебальцевого розходяться залізниці в кількох напрямках. Станом на 2013 рік курсували десятки приміських та нічних поїздів.
У місті перетинаються два європейських автокоридори E40М03 та E50М30.

## Соціальна сфера
У Дебальцевому функціонують: технікум залізничного транспорту, ПТУ, 2 лікарні, 2 амбулаторно-поліклінічні установи, 7 шкіл, 2 палаци культури, Палац спорту, стадіон. Збережено дві дитячо-юнацькі спортивні школи міста. Приділяється увага розвитку футболу й окремих видів спорту для інвалідів. У місті більше половини загальноосвітніх шкіл здійснюють навчання українською мовою.
У місті знаходилася єдина архітектурна споруда XIX століття — будинок залізничного вокзалу, що є пам'ятником історії й архітектури.

## Міські голови
- 2006 — 2010 роки — Бондарчук Андрій Дмитрович;
- 2010 — 2014 роки[29] — Проценко Володимир Васильович.

## Відомі люди
- Баранов Микола Андріанович (1909—1981) — український радянський скульптор.
- Довгаль Олександр Михайлович — український графік, заслужений діяч мистецтв України.
- Гурій (Кузьменко) — архієпископ Житомирський і Новоград-Волинський Української Православної Церкви (Московського Патріархату).
- Москвич Лілія Григорівна — український історик.
- Пономаренко Олексій Никифорович — Герой Радянського Союзу.
- Сосюра Володимир Миколайович — український письменник, поет-лірик.
- Шульте Юрій Августович — український радянський вчений у галузі металургії, член-кореспондент АН України.
- Щербина Борис Євдокимович — радянський державний і партійний діяч.
- Щербина Микола Семенович (1920—1981) — радянський військовий, учасник Другої світової війни, підполковник ВПС СРСР, Герой Радянського Союзу.

## Пам'ятки
- Пам'ятки Дебальцевого